# Звейнсберген
Звейнсберген (нід. Zwijnsbergen) — селище в нідерландській провінції Північний Брабант. Входить до муніципалітету Меєрейстад.
Його площа становить 15,37 км², а населення станом на 2021 рік складало 770 осіб. Наразі у селищі нараховується близько 40 будинків.